# Manuchar Mark'oishvili
Manuchar Mark'oishvili (in georgiano მანუჩარ მარკოიშვილი?; Tbilisi, 17 novembre 1986) è un ex cestista e allenatore di pallacanestro georgiano.

## Carriera
Guardia di 195 centimetri, Manuchar è cresciuto cestisticamente con l'Università di Tbilisi. In patria vince due campionati di fila con il Basco Batumi. Nel 2002 arriva in Italia, si accasa alla Benetton Treviso, con la quale vince un scudetto e una coppa Italia. Lascia la squadra trevigiana nel gennaio 2004, per approdare in Germania nel Mitteldeutscher BC.
Dal 2004 al 2007 veste la maglia dell'Olimpia Lubiana. In Slovenia vince due campionati, due coppe nazionali ed una supercoppa nazionale. Nel 2004 conquista anche l'Eurocup Challenge.
Dal 2007 al 2009 gioca con il BK Kyiv, trasferendosi nel luglio del 2009 alla Pallacanestro Cantù. Il 17 maggio del 2011 la Pallacanestro Cantù comunica che Manuchar Mark'oishvili rinnova il contratto prolungandolo per altre due stagioni.
Il 28 gennaio 2013 si trasferisce al Galatasaray S.K.B., sotto pagamento di un buyout di 500.000 dollari da parte del club turco.

## Palmarès

### Squadra
- Campionati di Georgia: 2

2001, 2002
- FIBA Europe Cup: 1

Mitteldeutscher: 2003-04
- Campionato italiano: 1

Pall. Treviso: 2002-03
- Coppa Italia: 1

Pall. Treviso: 2003
- Campionato sloveno: 2

Union Olimpija: 2004-05, 2005-06
- Coppa di Slovenia: 2

Union Olimpija: 2005, 2006
- Supercoppa di Slovenia: 1

Union Olimpija: 2006
- Supercoppa italiana: 1

Cantù: 2012
- Campionato turco: 1

Galatasaray: 2012-13
- VTB United League: 1

CSKA Mosca: 2014-15

### Individuale
- MVP Supercoppa italiana: 1

Cantù: 2012